# Průjem
Průjem (diarea, diarrhea, diarrhoea) je porucha zažívání, která se projevuje častým vyprazdňováním řídkých exkrementů. Průjem je definován jako neformovaná stolice třikrát či vícekrát denně, případně vodnatá stolice s překotným vyprázdněním a s přetrvávajícím nutkáním na stolici.

## Fyziologie pohybu tráveniny
Střevem proteče denně asi 9 litrů tekutiny. Z toho jsou 2 l normálním per orálním příjmem, 7 l vzniká sekrecí slinných žláz, žaludku, pankreatu, jater, žluči a střevního sekretu. Tekutina je z 90 % zpětně vstřebávána v tenkém a z 8 % v tlustém střevě, takže denní obsah vody ve stolici je pouze 100–200 ml tekutin. Transport tekutiny ze střeva probíhá pasivně podél osmotického gradientu, který je stanoven obsahem střeva, elektrolyty a dalšími osmoticky aktivními látkami (cukry, aminokyseliny). Sodík (Na+) je aktivně zpětně vstřebáván a chloridy jsou naopak vylučovány do střevního lumen.

## Patofyziologický mechanismus
Mechanismus vzniku průjmu může být různý:
- Osmotický průjem je vyprovokován hromaděním osmoticky aktivních látek v lumen, díky tomu dochází k fyzikálně-chemickému přestupu vody do střevního lumen. To vede jednak k vodnaté konzistenci střevního obsahu a jednak k tomu, že je zrychleno vyprazdňování. Nejčastěji je osmotický průjem vyvolán následujícími faktory:
  - Požití osmoticky aktivních a špatně vstřebatelných roztoků, např. některá dietní sladidla nebo osmotická projímadla.
  - Poruchy funkce některých střevních enzymů zajišťujících transport některých látek ze střevního lumen.
  - Poruchy disacharidáz. Zejména je poměrně častá porucha laktázy, která se projevuje netolerancí mléka, resp. mléčného cukru laktóza.
  - Snížení střevní plochy schopné transportu látek, například po chirurgickém odnětí části střeva.
- Sekreční průjem je způsoben tím, že jsou do lumen střeva zvýšenou měrou secernovány některé látky, které doprovází i voda. Nejčastěji je sekreční průjem vyvolán následujícími faktory:
  - Některé bakteriální toxiny (enterotoxiny).
  - Infekce některými enteroviry.
  - Porucha vstřebávání žlučových kyselin nebo tuků, které v distálních partiích vede ke dráždění střeva.
  - Dráždivá projímadla typu ricinový olej.
  - Působení některých hormonů, např. serotonin.
  - Zvažuje se i porucha autonomní nervové signalizace, ke které může dojít v důsledku autonomní neuropatie např. u nekompenzovaného diabetu.
- Průjem při akutním postižení struktury střevní stěny se objevuje obvykle u zánětlivých stavů, při kterých dochází k výrazným změnám střevní stěny:
  - Idiopatické střevní záněty (Crohnova choroba, ulcerózní kolitida).
  - Některé střevní infekce (salmonelóza)
  - Střevní parazitózy
  - Ischemické změny střevní stěny.
- Průjem při zvýšené filtraci tekutiny do střeva se objevuje při zvýšeném tlaku krve či lymfy ve střevní stěně. Takové podmínky nastanou zejména při následujících stavech:
  - Parciální střevní obstrukce vede ke zvýšení tlaku v lumen střeva. Tlak se přenáší i na střevní stěnu a ta se "ždíme".
  - Portání hypertenze, při které se do střevní stěny propaguje vyšší tlak z portálního řečiště.
- Průjem ze zvýšené motility je průjem v důsledku zrychleného posunu tráveniny střevem. Nejčastěji je takový průjem způsoben následujícími stavy:
  - Stav po resekci žaludku, při kterém trávenina příliš rychle opouští zbytek žaludku.
  - Syndrom dráždivého tračníku.

## Průběh
Podle doby průběhu se průjem dělí na akutní a chronický. Akutní průjem trvá obvykle 2–3 dny, jako horní hranice se stanovují 2–4 týdny. Nejčastější příčinou průjmu je infekce nebo nesnášenlivost některých potravin. Infekční průjem obvykle začíná nevolností a zvýšením teploty, pak se přidá bolest břicha a průjem. Ten přechází z kašovité ve vodovou až stříkavou stolici (obtížně zadržitelnou). Stolice může obsahovat hlen, či krev. Naproti tomu průjmy způsobené bakteriálními, či jinými toxiny v jídle nastupují rychleji a začínají přímo zvracením či průjmem.  Trvá-li průjem déle, hovoří se o chronickém průjmu.

### Akutní průjem

#### Cestovatelský průjem
V zemích s nízkou úrovní hygieny mnohé turisty postihne takzvaný cestovatelský průjem infekčního původu. Některé oblasti jsou tímto onemocněním natolik proslulé, že má i lokální názvy, například faraonova kletba či faraonova pomsta v Egyptě nebo Montezumova pomsta v Mexiku. Prevencí je nekonzumovat místní potraviny, které nelze uvařit nebo oloupat, včetně ledu do nápojů.

## Terapie
Akutní průjem obvykle nevyžaduje zásadní terapii, pouze u dětí a u starších lidí je vyšší riziko dehydratace, tedy je třeba nemocného hydratovat ústy (perorálně) nebo i parenterálně (nitrožilně). Protože při průjmu dochází nejen ke ztrátám vody, ale i ke ztrátě některých elektrolytů, zejm. draslíku, je třeba tyto ztráty hradit. Déle trvající průjmy vyžadují pátrání po vyvolávajícím faktoru a jeho terapeutickém ovlivnění, pokud je to samozřejmě možné.
V rámci běžné léčby můžeme narazit na tři typy přípravků proti průjmu, a to na střevní antiseptika určená k léčbě průjmů infekčního původu, střevní adsorbencia určená k léčbě průjmů způsobených otravou a střevní antimotilika, která sice nemají reálný terapeutický účinek, avšak jsou schopna eliminovat potřebu se vyprázdnit díky utlumení střevní peristaltiky.